# Fly Ladybird fly
『Fly Ladybird fly』（フライ レディバード フライ）は、飯塚雅弓の1枚目のミニアルバム。1998年12月11日にパイオニアLDCから発売された。

## 概要
飯塚の1枚目のミニアルバムで、アルバムとしては『ミントと口笛』から10か月での発売となる。発売日がクリスマス2週間前で、6曲目「X'mas time Hold me tight」は、クリスマスをテーマとしている。5曲目のタイトルでもある「Ladybird」とはテントウムシのことで、ブックレットなどに描かれている。
初回特典は特殊パッケージ仕様で、メッセージ入りのポストカードが封入。
コーラスは全て飯塚が参加しており、「Ladybird」と「X'mas time Hold me tight」では杉並児童合唱団がコーラスで参加している。

## 批評
『CDジャーナル』は、「かつてスピッツとかを手がけていた長谷川智樹をプロデューサーに迎えてのクリスマス・アルバムは、目新しいものは特にありませんが、あたたかい気持ちにさせてくれます」と評した。

## 収録内容
| 全編曲: 長谷川智樹。 |                                                    |            |            |       |
| #                    | タイトル                                           | 作詞       | 作曲       | 時間  |
| 1.                   | 「Welcome to the Strawberry Candle」(Instrumental) | 長谷川智樹 | 長谷川智樹 | 0:33  |
| 2.                   | 「もしも…」                                        | 室生あゆみ | 長谷川智樹 | 2:35  |
| 3.                   | 「風のKiss」                                       | そら       | そら       | 2:35  |
| 4.                   | 「グッピー」                                       | 長谷川智樹 | 長谷川智樹 | 4:50  |
| 5.                   | 「Ladybird」                                       | 長谷川智樹 | 長谷川智樹 | 4:31  |
| 6.                   | 「X'mas time Hold me tight」                       | 長谷川智樹 | 長谷川智樹 | 6:19  |
| 合計時間:            | 合計時間:                                          | 合計時間:  | 合計時間:  | 21:23 |

## 参加ミュージシャン
- Welcome to the Strawberry Candle
  - Chorus：飯塚雅弓
- もしも…
  - Guitars & Keyboards：長谷川智樹
  - Synthesizer Manipulate：橋本由香利
  - Chorus：飯塚雅弓
- 風のKiss
  - Guitars & KeyboardsGlocken：長谷川智樹
  - Chorus：飯塚雅弓
- グッピー
  - Guitars & Keyboards & Bells：長谷川智樹
  - Tambourine & Chorus：飯塚雅弓
- Ladybird、X'mas time Hold me tight
  - Guitars & Electric Sitar & Keyboards：長谷川智樹
  - Bass：中原信雄
  - Drums：宮田繁男
  - Chorus：杉並児童合唱団、飯塚雅弓

## タイアップ
| 楽曲     | タイアップ                                                                                                   |
| -------- | --- |
| もしも…  | テレビアニメ『時空探偵ゲンシクン』エンディングテーマ                                                         |
| 風のKiss | 文化放送『週刊アニメージュ 飯塚雅弓のまだまだ日曜日だよ！』『飯塚雅弓のいたいのとんでけ!』エンディングテーマ |